# ضخم المنقار
ضخم المنقار (الاسم العلمي: Megarynchus)، جنس طيور من فصيلة عصافير الملك. يعتبر حاليًا أصنوفة أحادية الطراز
.

## النظاميات والتصانيف

### الأنواع المنقرضة
- خطاف الذباب زورقي المنقار (Megarynchus pitangua)

### أنواع سابقة
في السابق، اعتبرت بعض المراجع أيضًا النوع (أو النويع) التالية ضمن جنس `` ضخم المنقار :
- خطاف الذباب الساموائي (as Platyrhynchus albiventris)[5]